# Kurum
Kurum – władca gutejski, następca Jarla, który według Sumeryjskiej listy królów miał rządzić Sumerem przez 1 rok.